# タンク・パットン
タンク・パットン（Tank Patton、本名：Douglas Goodwin McMichen、1946年3月23日 - 1998年12月31日）は、アメリカ合衆国のプロレスラー。バージニア州スタントン出身。生年は1949年ともされる。
鉄兜を被ったコンバット・スタイルの巨漢ヒールとして、南部や中西部地区で活動した。日本での主戦場だった全日本プロレスでは、覆面レスラーのブラック・テラー（The Black Terror）に変身したこともある。

## 来歴
学生時代はアメリカンフットボールで活躍。スコット・ケーシーのスカウトでプロレス入りし、ビッグ・マック（Big Mac）のリングネームでフロリダ、ジョージア、ミッドアトランティックなど南部のNWA圏を転戦。1974年にテネシー州メンフィスのNWAミッドアメリカ地区にてダグ・パットン（Doug Patton）名義で活動した後、ジョージ・パットンの率いたアメリカ戦車部隊にあやかったタンク・パットン（Tank Patton）を名乗り、ザ・ファンクスが主宰していたテキサス州アマリロのNWAウエスタン・ステーツ地区に登場。
1976年8月、同地区からのブッキングで全日本プロレスの『ブラック・パワー・シリーズ』に初来日。シリーズのエース格ボボ・ブラジルのパートナーに起用され、8月26日に札幌中島スポーツセンターにてジャイアント馬場&ジャンボ鶴田のインターナショナル・タッグ王座に挑戦した。このシリーズでは、同じくアマリロから初来日したテッド・デビアスと組んで、グレート小鹿&大熊元司の極道コンビが保持していたアジア・タッグ王座にも挑んでいる。帰国後の11月には主戦場のウエスタン・ステーツ地区にて、テリー・ファンクのNWA世界ヘビー級王座に連続挑戦した。
1977年はロサンゼルスのNWAハリウッド・レスリングにて、チャボ・ゲレロ、ビクター・リベラ、ザ・ハングマン、ロディ・パイパー、キース・フランクスらと抗争。アンドレ・ザ・ジャイアントともシングルマッチで対戦した。1978年は4月から6月にかけてWWWFを短期間サーキット、当時アメリカに遠征していたストロング小林とも共闘し、4月25日にフィラデルフィアにて、ミル・マスカラス、ヘイスタック・カルホーン、ラリー・ズビスコのチームと6人タッグマッチで対戦。5月30日にはスクラントンにてブッチャー・バションをパートナーに、ディノ・ブラボー&ドミニク・デヌーチが保持していたWWWF世界タッグ王座に挑戦した。同年下期は中西部のNWAセントラル・ステーツ地区に参戦、ジェシー・ベンチュラと組んで9月14日にロン・スター&トム・アンドリュースからNWA世界タッグ王座を奪取している。
この間、全日本プロレスには1977年8月の再来日を経て、1978年3月に覆面レスラーのブラック・テラー（The Black Terror）に変身して『チャンピオン・カーニバル』の第6回大会に出場。開幕戦の入場式においてアブドーラ・ザ・ブッチャーに喧嘩を売り、同日に行われたブッチャーとの公式リーグ戦では両者リングアウトの引き分けに持ち込むなど、「リーグ戦荒らし」としての活躍を見せた。ブラック・テラー名義では1980年5月にも全日本プロレスに参戦しており、ザ・デストロイヤーとの覆面レスラー同士の対立アングルも組まれた（同時期、素顔のタンク・パットンとして国際プロレスへの参加も予定されていた）。
1981年にはテキサス州サンアントニオのSCW（サウスウエスト・チャンピオンシップ・レスリング）に参戦、4月24日にタイガー・コンウェイ・ジュニアを破り、同団体認定のブラスナックル王座の初代チャンピオンとなった。SCWではブッチャー、タリー・ブランチャード、バック・ロブレイ、ケン・パテラなどと共闘し、ワフー・マクダニエル、ドリー・ファンク・ジュニア、イワン・プトスキー、マニー・フェルナンデス、ボビー・ダンカン、ブルーザー・ブロディらと対戦。以後、1980年代前半はサンアントニオ地区を主戦場に活動した。
1998年12月31日、癌のため死去。52歳没。

## 得意技
- エルボー・ドロップ
- バックブリーカー
- アバランシュ・ホールド

## 獲得タイトル
セントラル・ステーツ・レスリング
- NWA世界タッグ王座（セントラル・ステーツ版）：2回（w / スーパー・インターン、ジェシー・ベンチュラ）[10]

NWAウエスタン・ステーツ・スポーツ
- NWAウエスタン・ステーツ・ヘビー級王座：1回[16]

サウスウエスト・チャンピオンシップ・レスリング
- SCWブラスナックル王座：2回[14]